# Mariazell
Mariazell (in austro-bavarese Mariazöö) è un comune austriaco di 3 886 abitanti nel distretto di Bruck-Mürzzuschlag, in Stiria. Il 1º gennaio 2015 ha inglobato i precedenti comuni di Gußwerk, Halltal e Sankt Sebastian; ha lo status di città (Stadt) ed è famoso per il Santuario di Mariazell.